# 德布西森林
《德布西森林》（法語：Forêt Debussy），是一部於2016年上映的電影。由桂綸鎂、陸弈靜領銜主演。台灣於2016年10月28日上映

## 劇情簡介
一對母女在山中過著貌似苦修的生活。看起來鬱鬱寡歡的女兒，因丈夫收賄在保護區建設音樂廳而舉發丈夫，疑似造成丈夫舉槍殺害夫妻的獨子並進而自戕。
因此事而自咎的女兒被母親帶至山中，希望能透過在山中的生活，化解女兒心中揮之不去的噩夢。

## 演員陣容

### 主要演員
| 演員姓名 | 角色名稱 | 介紹 |
| 桂綸鎂   | 女兒     |      |
| 陸弈靜   | 母親     |      |

## 電影歌曲
| 曲別   | 歌名         | 演唱者 | 作詞   | 作曲   |
| 主題曲 | 一個人的森林 | 劉思涵 | 塗翔文 | 曾昭瑋 |

## 工作人員
- 出品人：
- 監製 ：塗翔文
- 製作人：塗翔文、李耀華
- 導演：郭承衢
- 編劇：郭承衢
- 製作公司：魚樂行銷

## 票房
上映後口碑及票房皆不盡理想，台北最終票房僅126萬台幣。

## 外部連結
- 德布西森林的Facebook專頁
- AllMovie上《德布西森林》的资料（英文）
- 豆瓣电影上《德布西森林》的資料 （简体中文）
- 时光网上《德布西森林》的資料（简体中文）
- 香港影庫上《德布西森林》的資料（繁體中文）
- 開眼電影網上《德布西森林》的資料（繁體中文）
- Yahoo奇摩電影上《德布西森林》的資料（繁體中文）
- 互联网电影数据库（IMDb）上《德布西森林》的资料（英文）